# Olympische Sommerspiele 1980/Teilnehmer (Vietnam)
| Gelbes Symbol für Goldmedaillen mit stilisierten Olympischen Ringen | Graues Symbol für Silbermedaillen mit stilisierten Olympischen Ringen | Braundes Symbol für Bronzemedaillen mit stilisierten Olympischen Ringen |
| ------------------------------------------------------------------- | --------------------------------------------------------------------- | ----------------------------------------------------------------------- |
| —                                                                   | —                                                                     | —                                                                       |

Vietnam nahm an den Olympischen Sommerspielen 1980 in Moskau mit einer Delegation von 30 Athleten (22 Männer und 8 Frauen) an 31 Wettkämpfen in vier Sportarten teil. Ein Medaillengewinn gelang keinem der Athleten. Es war die erste Teilnahme Vietnams bei den Olympischen Spielen. Fahnenträger bei der Eröffnungsfeier war der Schwimmer Nguyễn Mạnh Tuấn.

## Teilnehmer nach Sportarten

### Leichtathletik
Männer
- Lê Quang Khải
1500 m: im Vorlauf ausgeschieden

- Nguyễn Quyễn
Marathon: 50. Platz

- Dương Đức Thủy
Dreisprung: 19. Platz

Frauen
- Trần Thanh Vân
100 m: im Vorlauf ausgeschieden

- Trần Thị Ngọc Anh
200 m: im Vorlauf ausgeschieden
400 m: im Vorlauf ausgeschieden

- Trịnh Thị Bé
1500 m: im Vorlauf ausgeschieden

- Nguyễn Thị Hoàng Na
Weitsprung: 19. Platz

### Ringen
- Nguyễn Văn Công
Halbfliegengewicht, Freistil: in der 2. Runde ausgeschieden

- Nguyễn Kim Thiềng
Fliegengewicht, Freistil: in der 2. Runde ausgeschieden

- Phạm Văn Tý
Bantamgewicht, Freistil: in der 2. Runde ausgeschieden

- Phí Hữu Tình
Federgewicht, Freistil: in der 3. Runde ausgeschieden

- Nguyễn Ðình Chi
Leichtgewicht, Freistil: in der 2. Runde ausgeschieden

### Schießen
- Nguyễn Quốc Cường
Schnellfeuerpistole 25 m: 23. Platz

- Nguyễn Đức Uýnh
Schnellfeuerpistole 25 m: 26. Platz

- Phan Huy Khảng
Freie Pistole 50 m: 20. Platz

- Ngô Hữu Kính
Freie Pistole 50 m: 22. Platz

- Nguyễn Tiến Trung
Kleinkalibergewehr Dreistellungskampf 50 m: 29. Platz
Kleinkalibergewehr liegend 50 m: 48. Platz

- Nghiêm Văn Sẩn
Kleinkalibergewehr Dreistellungskampf 50 m: 35. Platz

- Lê Minh Hiển
Kleinkalibergewehr liegend 50 m: 44. Platz

### Schwimmen
Männer
- Tô Văn Vệ
100 m Freistil: im Vorlauf ausgeschieden
200 m Freistil: im Vorlauf ausgeschieden
4-mal-100-Meter-Lagen: im Vorlauf ausgeschieden

- Lâm Văn Hoành
100 m Rücken: im Vorlauf ausgeschieden

- Phạm Văn Thành
200 m Rücken: im Vorlauf ausgeschieden
4-mal-100-Meter-Lagen: im Vorlauf ausgeschieden

- Nguyễn Mạnh Tuấn
100 m Brust: im Vorlauf ausgeschieden
4-mal-100-Meter-Lagen: im Vorlauf ausgeschieden

- Trần Dương Tài
200 m Brust: im Vorlauf ausgeschieden

- Nguyễn Ðăng Bình
100 m Schmetterling: im Vorlauf ausgeschieden

- Thương Ngọc Tơn
200 m Schmetterling: im Vorlauf ausgeschieden
4-mal-100-Meter-Lagen: im Vorlauf ausgeschieden

Frauen
- Chung Thị Thanh Lan
100 m Freistil: im Vorlauf ausgeschieden

- Nguyễn Thị Hồng Bích
100 m Rücken: im Vorlauf ausgeschieden
200 m Rücken: im Vorlauf ausgeschieden

- Phạm Thị Phú
100 m Brust: im Vorlauf ausgeschieden

- Hoàng Thị Hoà
200 m Brust: im Vorlauf ausgeschieden